# محمد مباي
محمد مباي (مواليد 13 أكتوبر 1997) هو لاعب كرة قدم سينغالي يلعب كحارس مرمى في نادي بورتو.

## روابط خارجية
- محمد مباي على موقع قاعدة بيانات كرة القدم.إي يو (الإنجليزية)
- محمد مباي على موقع Soccerway.com (الإنجليزية)
- محمد مباي على موقع عالم كرة القدم.نت (الإنجليزية)